# Paris Basket Racing
Paris Basket Racing is een voormalige Franse professionele basketbalclub uit Parijs. Het is in 1922 opgericht als de basketbalafdeling van sportclub Racing Club de Paris, waar onder andere de voetbalafdeling toe behoorde. De naam "Paris Basket Racing" werd in 2000 aangenomen.
In 2007 fuseerde de club met een andere Parijse club, Levallois Sporting Club Basket om zo Paris-Levallois Basket te vormen.

## Oud-spelers
- Tony Parker
- Mirsad Türkcan